# Značení pomocí aminokyselin se stabilními izotopy v buněčné kultuře

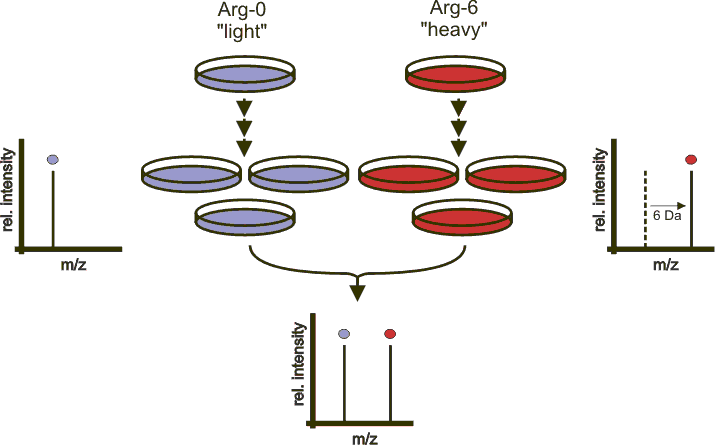
Princip SILAC. Buňky jsou odlišně značeny jejich pěstováním v médiu s normálním argininem (Arg-0, modrá barva) nebo médiu s těžkým argininem (Arg-6, červená barva). Metabolické začlenění aminokyselin do proteinů vede k posunu hmoty odpovídajících peptidů. Tento hmotnostní posun lze detekovat hmotnostním spektrometrem, jak je indikováno zobrazenými hmotnostními spektry. Když jsou oba vzorky smíchány, poměr intenzit píků v hmotnostním spektru odráží relativní množství proteinu. V tomto příkladu má značený protein stejné množství v obou vzorcích (poměr 1).

Značení pomocí aminokyselin se stabilními izotopy v buněčné kultuře (SILAC; z angl. Stable Isotope Labeling by/with Amino acids in Cell culture) je technika založená na hmotnostní spektrometrii, která detekuje rozdíly v množství proteinů mezi vzorky pomocí neradioaktivního izotopového značení. Je to populární metoda pro kvantitativní proteomiku.

## Postup
V buněčné kultuře se kultivují dvě populace buněk. Jedna z buněčných populací je živena růstovým médiem obsahujícím normální aminokyseliny. Naproti tomu druhá populace buněk je živena růstovým médiem obsahujícím aminokyseliny značené stabilními (neradioaktivními) těžkými izotopy. Například, médium může obsahovat arginin značený šesti atomy uhlíku-13 (13C) místo normálního uhlíku-12 (12C). Buňky během svého růstu v tomto médiu tak začleňují těžký arginin do všech svých proteinů. Díky tomu jsou pak všechny peptidy obsahující jeden arginin o 6 Da těžší než jejich normální protějšky. Alternativně lze použít jednotné značení 13C nebo 15N. Proteiny z obou buněčných populací jsou poté smíchany a analyzovány společně pomocí hmotnostní spektrometrie, nebot páry chemicky identických peptidů různého izotopového složení mohou být rozlišeny v hmotnostním spektrometru díky jejich hmotnostnímu rozdílu. Poměr intenzit jednotlivých píků v hmotnostním spektru pro takové peptidové páry pak odráží poměr množství pro dva proteiny.

## Aplikace
SILAC zahrnující inkorporaci tyrosinu značeného devíti atomu uhlíku-13 (13C) místo normálního uhlíku-12 (12C), byla použita ke studiu substrátů tyrosinkinázy v signálních drahách. SILAC se ukázal jako velmi účinná metoda pro studium buněčné signalizace, posttranslačních modifikací (např. fosforylace), protein-proteinových interakcí a regulace genové exprese. Kromě toho se SILAC stal důležitou metodou v sekretomice, globálním studiu sekretovaných proteinů a sekrečních drah. Může být použit k rozlišení mezi proteiny vylučovanými buňkami v kultuře a sérovými kontaminanty. Byly také publikovány standardizované protokoly SILAC pro různé aplikace.

## Pulzní SILAC
Pulzní SILAC (pSILAC) je variantou metody SILAC, kde se značené aminokyseliny přidávají do růstového média pouze na krátkou dobu. To umožňuje sledovat rozdíly v produkci proteinu de novo spíše než v jejich následné finální koncentraci.
SILAC byl také použit ke studiu tolerance biofilmu k antibiotikům, aby se odlišily tolerantní a citlivé subpopulace.

## NeuCode SILAC
Úroveň multiplexování v SILAC byla tradičně omezena kvůli počtu dostupných izotopů SILAC. Nedávno nová technika nazvaná NeuCode (neutronové kódování) SILAC zvýšila úroveň multiplexování dosažitelnou metabolickým značením (až 4). Aminokyselinová metoda NeuCode je podobná SILAC, ale liší se tím, že značení využívá pouze těžké aminokyseliny. Použití pouze těžkých aminokyselin eliminuje potřebu 100% začlenění aminokyselin potřebných pro SILAC. Zvýšená schopnost multiplexování aminokyselin NeuCode je způsobena použitím hmotnostních defektů z extra neutronů ve stabilních izotopech. Tyto malé hmotnostní rozdíly však musí být vyřešeny na hmotnostních spektrometrech s vysokým rozlišením.